# Pawieł Sysojew
Pawieł Jakowlewicz Sysojew (ros. Павел Яковлевич Сысоев, ur. 27 lutego 1941 we wsi  Karmały w rejonie jantikowskim w Czuwaszji, zm. 6 sierpnia 1982 w Togliatti) – radziecki lekkoatleta, długodystansowiec, medalista mistrzostw Europy z 1971.
Specjalizował się w biegu na 3000 metrów z przeszkodami. Startował w tej konkurencji na mistrzostwach Europy w 1969 w Atenach, ale odpadł w eliminacjach. Na kolejnych mistrzostwach Europy w 1971 w Helsinkach zdobył brązowy medal na tym dystansie, przegrywając jedynie z Jeanem-Paulem Villainem z Francji i Dušanem Moravčíkiem z Czechosłowacji. 
Był mistrzem ZSRR w biegu na 3000 metrów z przeszkodami w 1971 oraz brązowym medalistą na tym dystansie w 1970.
Jego rekord życiowy na 3000 metrów z przeszkodami wynosił 8:26,41. Został ustanowiony 15 sierpnia 1971 w Helsinkach, podczas biegu finałowego na mistrzostwach Europy
Po zakończeniu kariery zawodniczej pracował jako trener w Togliattim, gdzie zmarł.